# Olympische Sommerspiele 1992/Kanu – Zweier-Canadier Slalom (Männer)
Die Wettkämpfe im Zweier-Canadier-Slalom bei den Olympischen Sommerspielen 1992 wurden am 2. August auf der Slalomstrecke Parc Olímpic del Segre in La Seu d’Urgell ausgetragen. Es war die erste Austragung im Kanuslalom seit 1972.
Olympiasieger wurde das Boot aus den USA, die französischen Weltmeister holten nur Bronze.

## Ergebnisse
Die 17 Boote hatten jeweils zwei Läufe, von denen der bessere in die Wertung einfloss.
| Platz | Kanutin                                  | Nation             | Lauf 1      | Lauf 1 | Lauf 1 | Lauf 2      | Lauf 2 | Lauf 2 | Gesamt |
| Platz | Kanutin                                  | Nation             | Zeit        | Strafe | Total  | Zeit        | Strafe | Total  | Total  |
| ----- | ---------------------------------------- | ------------------ | ----------- | ------ | ------ | ----------- | ------ | ------ | ------ |
| 1     | Scott Strausbaugh Joe Jacobi             | Vereinigte Staaten | 2:04,82 min | 0      | 124,82 | 2:02,41 min | 0      | 122,41 | 122,41 |
| 2     | Miroslav Šimek Jiří Rohan                | Tschechoslowakei   | 2:06,91 min | 5      | 131,91 | 1:59,25 min | 5      | 124,25 | 124,25 |
| 3     | Frank Adisson Wilfried Forgues           | Frankreich         | 2:04,09 min | 20     | 144,09 | 2:04,38 min | 0      | 124,38 | 124,38 |
| 4     | Jamie McEwan Lecky Haller                | Vereinigte Staaten | 2:11,35 min | 5      | 136,35 | 2:08,05 min | 0      | 128,05 | 128,05 |
| 5     | Ueli Matti Peter Matti                   | Schweiz            | 2:13,71 min | 20     | 153,71 | 2:03,55 min | 5      | 128,55 | 128,55 |
| 6     | Pavel Štercl Petr Štercl                 | Tschechoslowakei   | 2:10,42 min | 0      | 130,42 | 2:11,33 min | 5      | 136,33 | 130,42 |
| 7     | Jan Petříček Tomáš Petříček              | Tschechoslowakei   | 2:07,25 min | 5      | 132,25 | 2:06,86 min | 5      | 131,86 | 131,86 |
| 8     | Thierry Saïdi Emmanuel del Rey           | Frankreich         | 2:07,29 min | 5      | 132,29 | 2:07,96 min | 10     | 137,96 | 132,29 |
| 9     | Manfred Berro Michael Trummer            | Deutschland        | 2:20,60 min | 30     | 170,60 | 2:07,83 min | 5      | 132,83 | 132,83 |
| 10    | Krzysztof Kołomański Michał Staniszewski | Polen              | 2:07,76 min | 15     | 142,76 | 2:08,75 min | 5      | 133,75 | 133,75 |
| 11    | Éric Biau Bertrand Daille                | Frankreich         | 2:08,83 min | 5      | 133,83 | 2:30,64 min | 10     | 160,64 | 133,83 |
| 12    | Andrew Clough Iain Clough                | Großbritannien     | 2:10,56 min | 10     | 140,56 | 2:10,82 min | 5      | 135,82 | 135,82 |
| 13    | Thomas Loose Frank Hemmer                | Deutschland        | 2:09,47 min | 14     | 144,47 | 2:11,03 min | 5      | 136,03 | 136,03 |
| 14    | Udo Raumann Rüdiger Hübbers              | Deutschland        | 2:16,05 min | 10     | 146,05 | 2:21,51 min | 165    | 306,51 | 146,05 |
| 15    | Elliot Weintrob Martin McCormick         | Vereinigte Staaten | 2:20,59 min | 10     | 150,59 | 2:27,08 min | 5      | 152,08 | 150,59 |
| 16    | Andrew Wilson Matthew Pallister          | Australien         | 2:25,71 min | 15     | 150,71 | 2:26,57 min | 10     | 156,67 | 150,71 |
| 17    | Chris Arrowsmith Paul Brain              | Großbritannien     | 2:24,50 min | 30     | 174,50 | 2:21,89 min | 70     | 211,89 | 174,50 |